# Pellegrino Artusi
Pour les articles homonymes, voir Artusi.
Ne doit pas être confondu avec Pellegrino Aretusi.

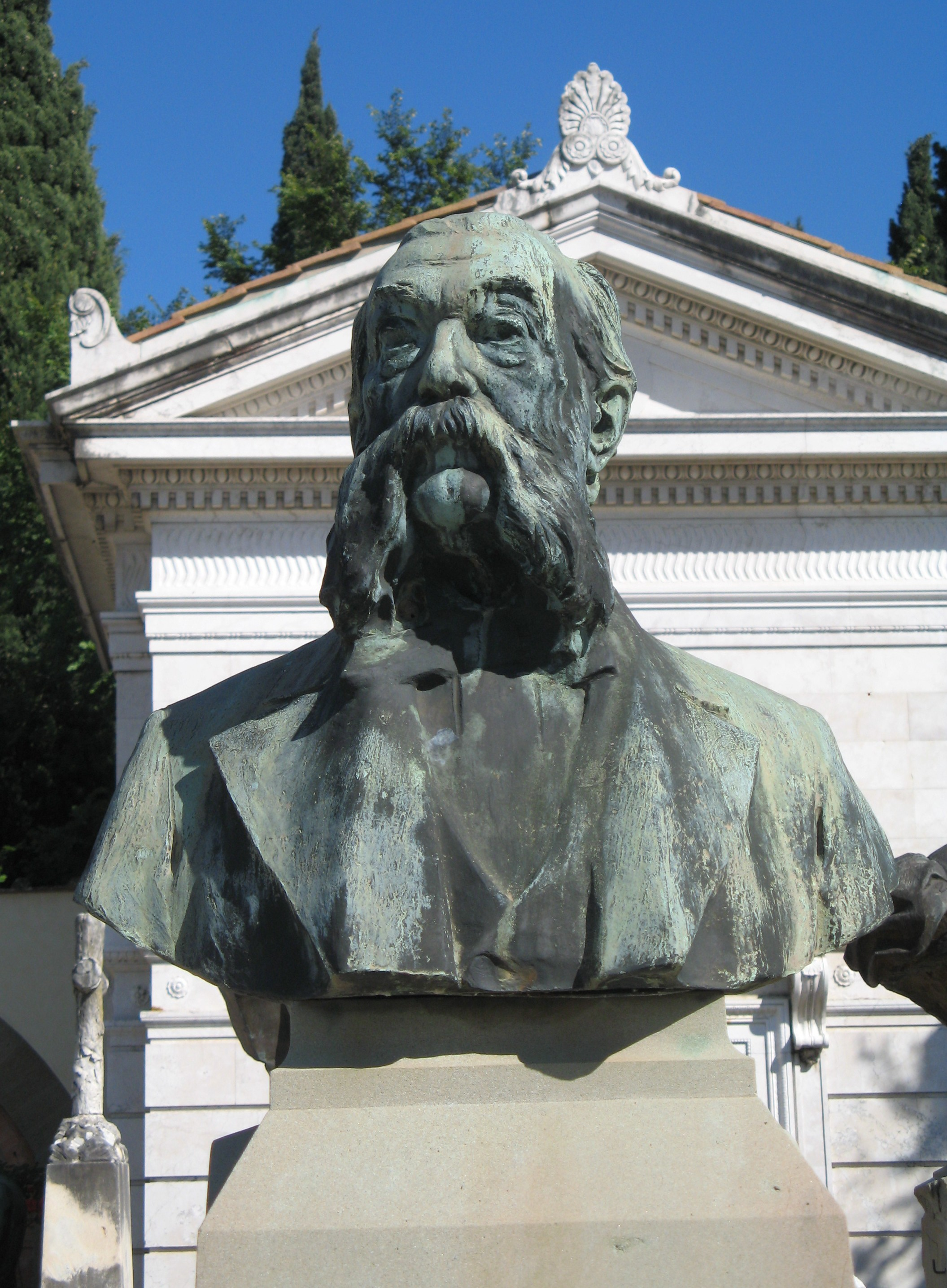
Buste sculpté de Pellegrino Artusi

Pellegrino Artusi (né le 4 août 1820 à Forlimpopoli, près de Forlì, en Émilie-Romagne, alors partie des États pontificaux, et mort le 30 mars 1911 à Florence) est un critique littéraire, écrivain et gastronome italien.
Connu pour avoir écrit un ouvrage culinaire intitulé : La scienza in cucina e l'arte di mangiar bene (en français : La science en cuisine et l'art de bien manger : hygiène, économie, bon goût), il est considéré comme le père de la cuisine nationale italienne,.

## Biographie
Pellegrino Artusi est le fils du riche épicier Agostino (surnommé Buratèl, ou « petite anguille ») et de Teresa Giunchi, originaire de Bertinoro, né dans une famille nombreuse : les parents ont eu treize enfants, neuf filles et quatre garçons, ces derniers étant tous décédés en bas âge sauf Pellegrino. Il est nommé Pellegrino en l'honneur de saint Pérégrin Laziosi de Forlì. Comme beaucoup d'enfants riches, il fréquente le séminaire dans la ville voisine de Bertinoro.
Sa maison natale, située sur la place centrale de Forlimpopoli, juste en face de la Rocca Albornoziana du XIVe siècle, a été démolie dans les années 1960.
Artusi a un cursus irrégulier, pratiquement autodidacte car, comme il le raconte dans son Autobiographie, ayant décidé de lui faire entamer une carrière familiale, son père s'avise qu'une telle éducation n'est pas nécessaire pour être marchand. Artusi écrit : « Quand, en tant qu'adulte, j'ai réfléchi à ce conseil, il ne m'a pas semblé donné par des gens sages car un fonds d'éducation bien constitué est de toute façon toujours bénéfique. ». Il constitue ce fonds d'éducation d'abord en voyageant pour apprendre les pratiques du commerce et, ensuite, en se passionnant pour les classiques.
Entre les années 1835 et 1850, Artusi passe beaucoup de temps dans les cercles étudiants de Bologne (dans l'une de ses œuvres, il affirme avoir été inscrit à l'université de la ville). Au bar Tre Re, il rencontre le patriote Felice Orsini, originaire de Meldola, une autre ville près de Forlì.
De retour dans sa ville natale, il reprend l'affaire de son père, gagnant pas mal d'argent jusqu'en 1851, en s'occupant des commerces de droguerie de la famille. Le 25 janvier de cette même année, la famille Artusi est victime d'exactions de la part de bandes de brigands conduites par il Passatore qui prennent en otage toutes les familles de la classe supérieure, une par une, et les retiennent captives dans le théâtre de la ville, dont la famille de Pellegrino Artusi. La date n'a pas été choisie au hasard ; ce soir-là, les Forlimpopolais les plus riches ne sont pas présents chez eux car presque tous se sont réunis dans le petit théâtre à l'intérieur de la forteresse pour assister au drame La morte di Sisara. Capturant les quelques soldats pontificaux et gendarmes qui garnissent Forlimpopoli, la bande de brigands pénètre dans la salle, ordonnant à toutes les personnes présentes de remettre les objets de valeur. Après avoir volé le plus possible, les bandits violent plusieurs femmes, dont Gertrude, la sœur d'Artusi, qui devient folle sous le choc et doit être placée dans un asile à Pesaro.
Violentés et humiliés, la famille Artusi décide d'abandonner ces terres infestées de bandits et en mai, part à Florence, la capitale du Grand-duché de Toscane alors plus sûre. Elle s'installe Via dei Calzaiuoli, où ils reprennent un comptoir de vente de soie. Les affaires de la boutique de Florence marchent très bien : l'importation de vers à soie de Romagne et la vente de soie et de tissus offrent d'importantes marges bénéficiaires. De commerçants villageois, les Artusi entrent en contact avec d'importants entrepreneurs de soie, se font une bonne réputation dans le domaine et accumulent des richesses, parvenant à accumuler une véritable fortune.
Lorsque Florence devient la capitale de l'Italie en 1865, Pellegrino abandonne le métier de commerçant, travaille dans les finances et se consacre à ses passions, la littérature et la gastronomie. Il ne s'abandonne pas à l'oisiveté, puisqu'il s'occupe plus librement et avec plus de délectation à la lecture des classiques italiens. Sans trop de succès, il débute dans l'écriture comme critique et biographe : il écrit une Vita di Ugo Foscolo en 1878, et Osservazioni in appendice a trenta lettere di G. Giusti, en 1880. Il a un goût singulier pour écrire des recettes de cuisine, faisant usage d'expériences anciennes et nouvelles.
Ses sœurs se marient et ses parents meurent, il peut donc vivre de revenus, grâce au capital accumulé et aux terres que la famille possède en Romagne (à Borgo Pieve Sestina di Cesena et Sant'Andrea di Forlimpopoli). Il achète une maison sur la place d'Azeglio à Florence, où il vit tranquillement sa vie, célibataire, jusqu'en 1911, date à laquelle il décède à l'âge de 90 ans. Il est enterré au cimetière Porte Sante, qui fait partie de la basilique San Miniato al Monte. Deux serviteurs fidèles et deux chats vivent avec lui dans le Villino Puccioni ; à Francesco Ruffilli, un cuisinier de Forlimpopoli, et à Maria - connue sous le nom de Marietta - Sabatini, gouvernante toscane de Massa e Cozzile et personnalité dominante de la maison Artusi sur la Piazza d'Azeglio, il laisse avec gratitude le droit d'auteur de son livre ; il dédie la première édition à ses chats bien-aimés, Bianchino et Sibillon, qui ont ensuite disparu. À la municipalité de Forlimpopoli, il laisse une grande partie de sa « substance ostentatoire », comme la définissait le maire de l'époque, démontrant que, malgré les années passées en Toscane, il n'avait jamais oublié sa patrie.
En 1891, ne trouvant pas d'éditeur, il publie à ses frais, La scienza in cucina e l’arte di mangiar bene, manuel de cuisine et recueil de recettes, fruit de notes prises lors de ses voyages dans les différentes régions italiennes. Le titre est clairement d'un penchant positiviste ; Artusi vénère le progrès et la méthode scientifique, qu'il utilise dans son livre. Il est également un admirateur du physiologiste Paolo Mantegazza. Son ouvrage peut être considéré comme un manuel « scientifiquement testé » : chaque recette est le résultat d'essais et d'expériences par Artusi lui-même, aidé par le cuisinier Francesco Ruffilli, comme l'a déclaré la gouvernante Marietta Sabatini, également bonne cuisinière, dans une interview à la Cuisine italienne de 1932 : « Les recettes ont été essayées, toutes, une par une. Son cuisinier, qui l'aimait tant, était infatigable à ses côtés. »
Malgré quelques critiques, son ouvrage connaît un rapide succès avec un premier tirage de 1 000 exemplaires, et les éditions successives enchaînent avec des tirages plus importants ; à la 35e édition, 283 000 exemplaires ont été vendus.
Écrit seulement deux décennies après le Risorgimento, Artusi est le premier à rassembler dans un seul livre des recettes de toutes les différentes régions d'Italie. Son œuvre est traduite dans les principales langues. On lui attribue souvent la création d'une cuisine italienne véritablement nationale pour la première fois ; le cuisinier français Auguste Escoffier s'en est inspiré.

### Épisode du minestrone et du choléra
L'histoire racontée par Artusi lui-même est particulièrement intéressante à propos d'une mauvaise expérience survenue pendant l'été à Livourne en 1855, lorsqu'il est entré en contact avec le choléra, la maladie infectieuse qui, à cette époque, a coûté la vie à de nombreuses personnes en Italie.
À Livourne, Artusi va dans un restaurant pour dîner. Après avoir mangé du minestrone, il décide de louer une chambre dans l'immeuble appartenant à un dénommé Domenici. Comme Artusi le racontera plus tard, il passe toute la nuit à souffrir d'horribles douleurs à l'estomac, qu'il attribue au minestrone qu'il a mangé. Le lendemain, de retour à Florence, il apprend que Livourne est frappée par le choléra et que Domenici en a été victime. Ce n'est qu'à ce moment-là qu'il réalise ce qui s'est passé : ce n'est pas le minestrone qui l'a rendu malade, mais les premiers symptômes de la maladie. L'événement inspire Artusi une excellente recette de minestrone.

## Casa Artusi

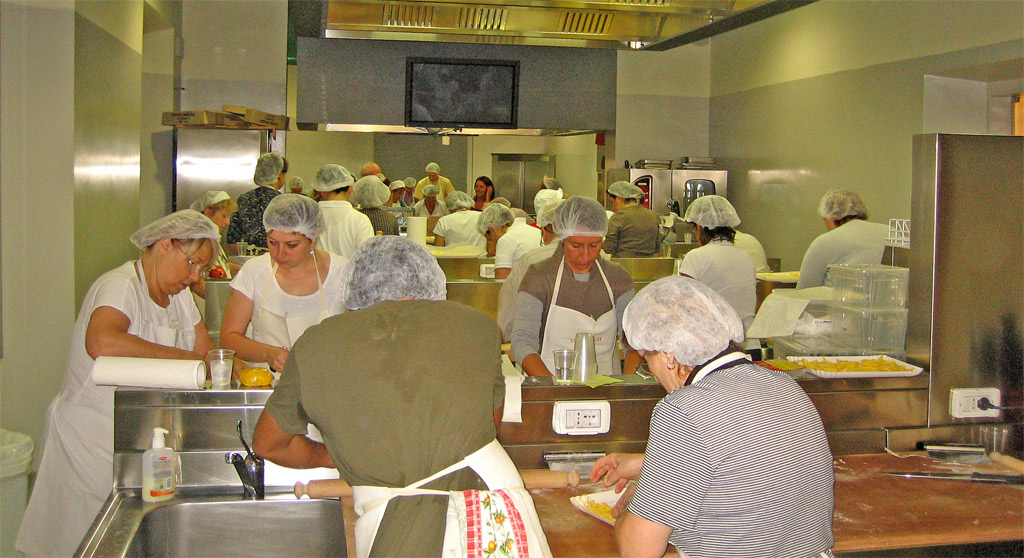
Cours de cuisine à la Casa Artusi.

Située dans le centre historique de Forlimpopoli, la casa (maison) qui porte son nom est, aujourd'hui, un centre de culture gastronomique consacré à la cuisine de famille ; elle dispense, entre autres, des cours de cuisine domestique et accueille un restaurant et une osteria où se dégustent des plats et des vins de l'Émilie-Romagne.

## Œuvres

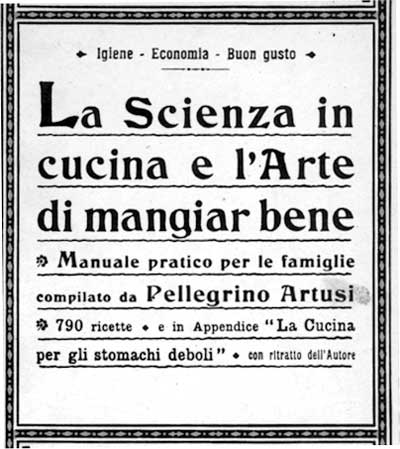
Couverture d'une édition de 1910 de La scienza in cucina e l'arte di mangiar bene.

Artusi a écrit trois ouvrages : deux essais et un manuel de cuisine. Les essais, une biographie d'Ugo Foscolo et une critique de Giuseppe Giusti, sont passés largement inaperçus et se sont rapidement épuisés.
Son manuel intitulé La scienza in cucina e l'arte di mangiar bene, eut beaucoup plus de succès. En 1891, à 71 ans, il termine son livre de cuisine, mais ne trouve pas d'éditeur. Il utilise donc son propre argent pour s'auto-éditer, vendant mille exemplaires de la première édition en quatre ans. Bientôt, le livre de cuisine fait son chemin et avant la mort d'Artusi, plus de 200 000 exemplaires  sont vendus. Rempli d'anecdotes amusantes ainsi que de recettes, le livre est un best-seller éternel en Italie et a été traduit en espagnol, français, néerlandais, allemand, anglais et, plus récemment, portugais et polonais, derniers dans l'ordre chronologique, en japonais.
En 1904, Artusi publie un manuel pratique pour la cuisine, avec plus de 3 000 recettes et 150 tableaux, simplement intitulé Ecco il tuo libro di cucina (« Voici votre livre de cuisine ») avec la participation anonyme et l'influence de la baronne Giulia Turco.
- (it) Vita di Ugo Foscolo. Note al carme dei Sepolcri. Ristampa del Viaggio sentimentale di Yorick, tradotto da Didimo Chierico,  Tip. di G. Barbera – 1878.
- (it) Osservazioni in appendice a trenta lettere di Giuseppe Giusti, Collana: Poeti e prosatori, Editore: RM Print, 31 janvier 2013.
- La Scienza in cucina e l'Arte di mangiar bene (en français : La science en cuisine et l'art de bien manger : hygiène, économie, bon goût), Coll. Cuisine, Actes Sud Editions (21 septembre 2016).

## Hommages
Depuis 1997, la municipalité de Forlimpopoli, ville natale d'Artusi, le célèbre avec la Festa Artusiana, un événement entièrement consacré à la gastronomie sous toutes ses formes, associant gastronomie, culture et divertissement. Chaque année, lors de ce festival, le « Prix Pellegrino Artusi » est décerné à la personne qui apporte la « contribution la plus originale à la relation entre l'homme et la nourriture », et le « Prix Marietta », du nom du collaborateur de Pellegrino Artusi, est décerné à une femme au foyer, ou à un homme au foyer, qui sont - dans l'esprit de Pellegrino et Marietta - remarquables.

## Sources
- Site de la Casa Artusi
- Œuvres de Pellegrino Artusi